# 千葉県道・東京都道60号市川四ツ木線
千葉県道・東京都道60号市川四ツ木線（ちばけんどう・とうきょうとどう60ごう いちかわよつぎせん）とは、千葉県市川市新田と東京都葛飾区四つ木2丁目を結ぶ主要地方道である。単独区間は奥戸街道と呼ばれている。

## 起点・終点
- 新田5丁目交差点（国道14号・千葉街道（重複路線）、千葉県道264号高塚新田市川線）
- 本田広小路交差点（東京都道308号千住小松川葛西沖線・平和橋通り（重複路線）、国道6号・水戸街道）

## 通過する自治体
- 千葉県
  - 市川市
- 東京都
  - 江戸川区
  - 葛飾区

## 通称
- 千葉街道
- 蔵前橋通り
- 奥戸街道
- 平和橋通り

## 重複区間
- 新田5丁目交差点 - 江戸川交差点（国道14号・千葉街道）
- 江戸川交差点 - 六軒島交差点（東京都道315号御徒町小岩線・蔵前橋通り）
- 奥戸街道入口交差点 - 本田広小路交差点（東京都道308号千住小松川葛西沖線・平和橋通り）

## 交差する主な道路
- 千葉県道264号高塚新田市川線 新田5丁目交差点
- 千葉県道1号市川松戸線 市川広小路交差点
- 国道14号（千葉街道） 江戸川交差点
- 東京都道451号江戸川堤防線 中小岩小入口交差点
- 東京都道501号王子金町市川線（柴又街道）柴又新道口交差点
- 東京都道315号御徒町小岩線（蔵前橋通り） 六軒島交差点
- 東京都道318号環状七号線（環七通り） 奥戸陸橋下交差点
- 東京都道308号千住小松川葛西沖線（平和橋通り） 奥戸街道入口交差点
- 国道6号（水戸街道） 本田広小路交差点

## 画像

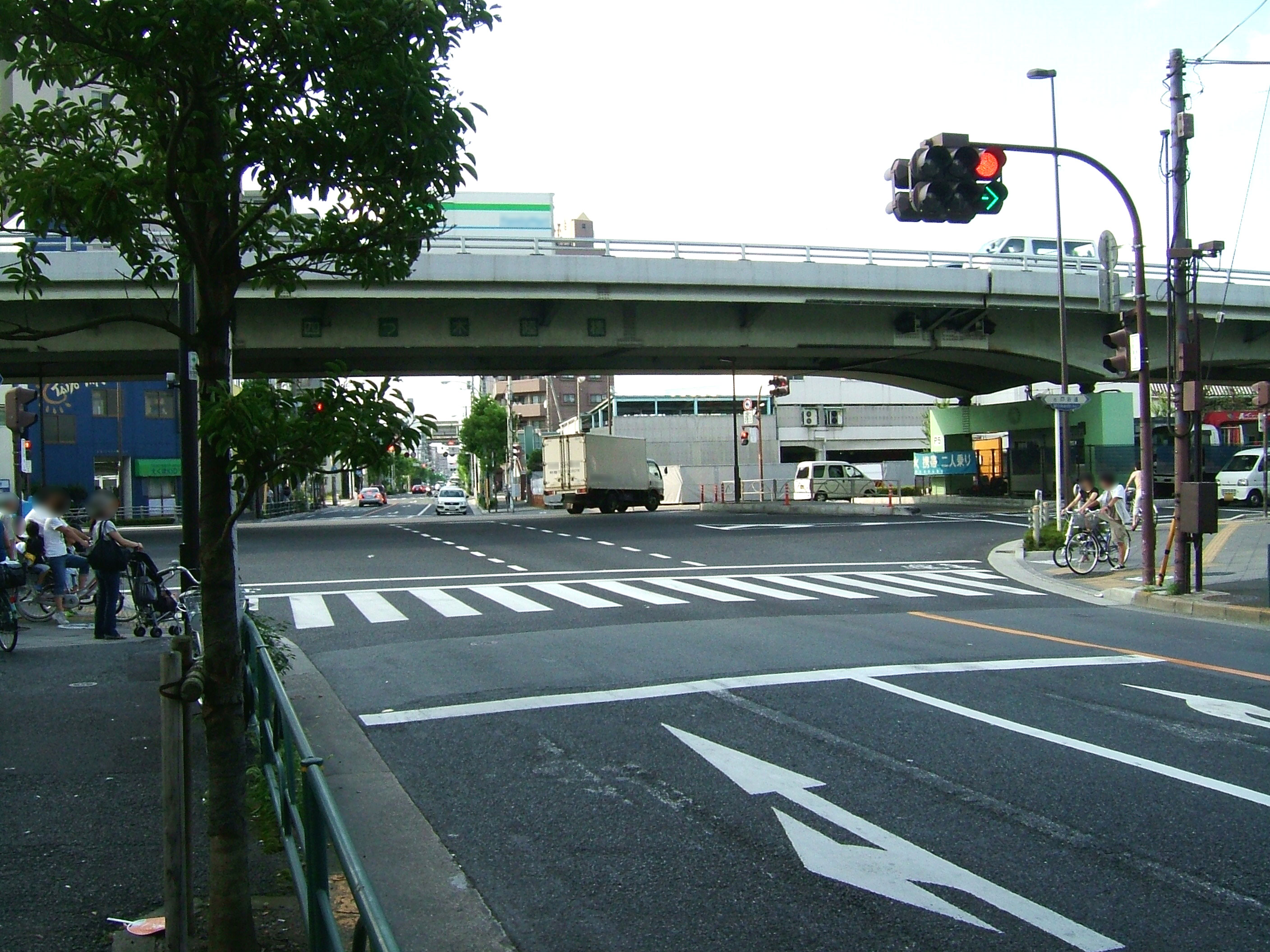
東京都側の起終点（四つ木陸橋）
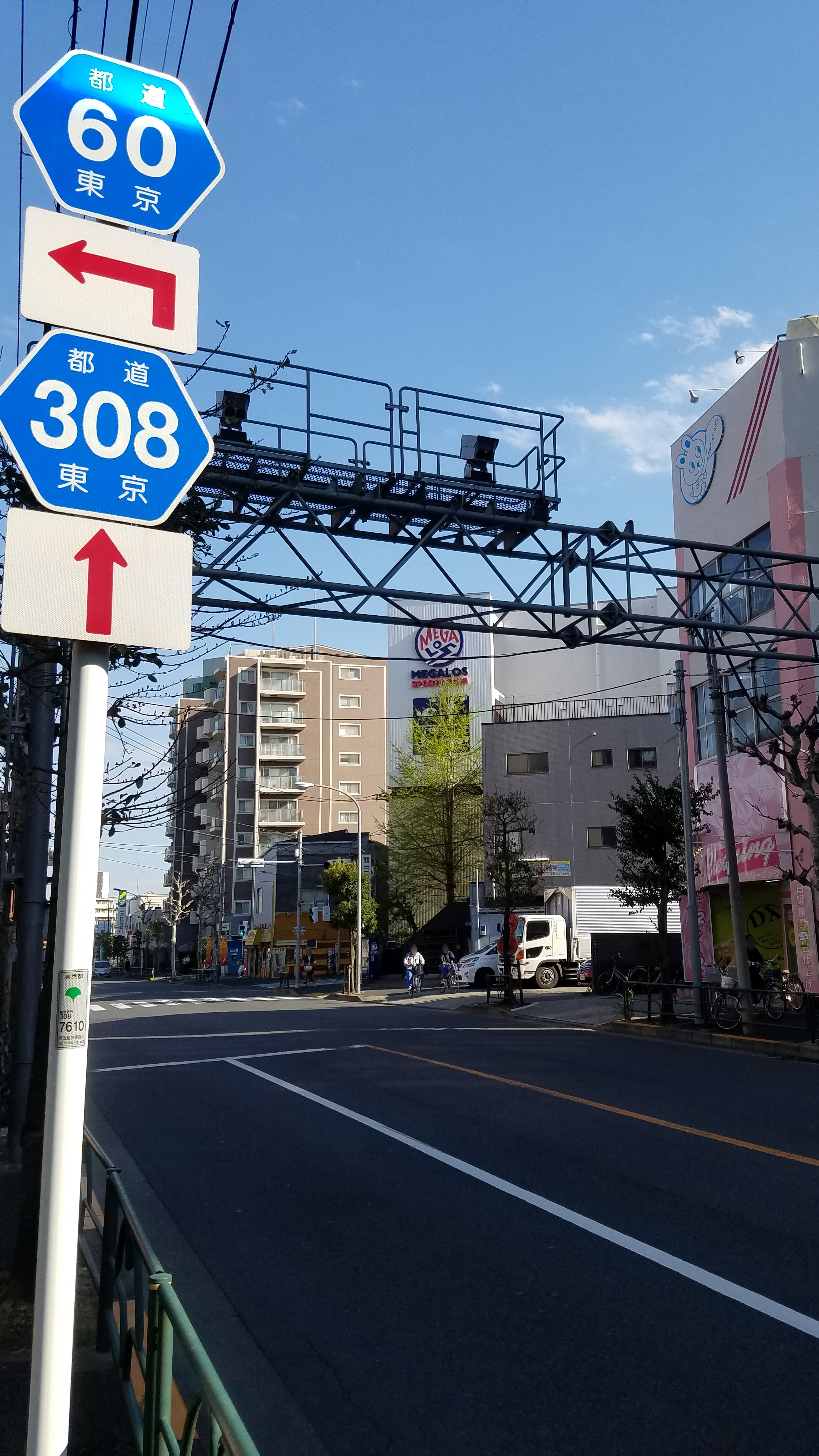
東京都道308号との重複区間
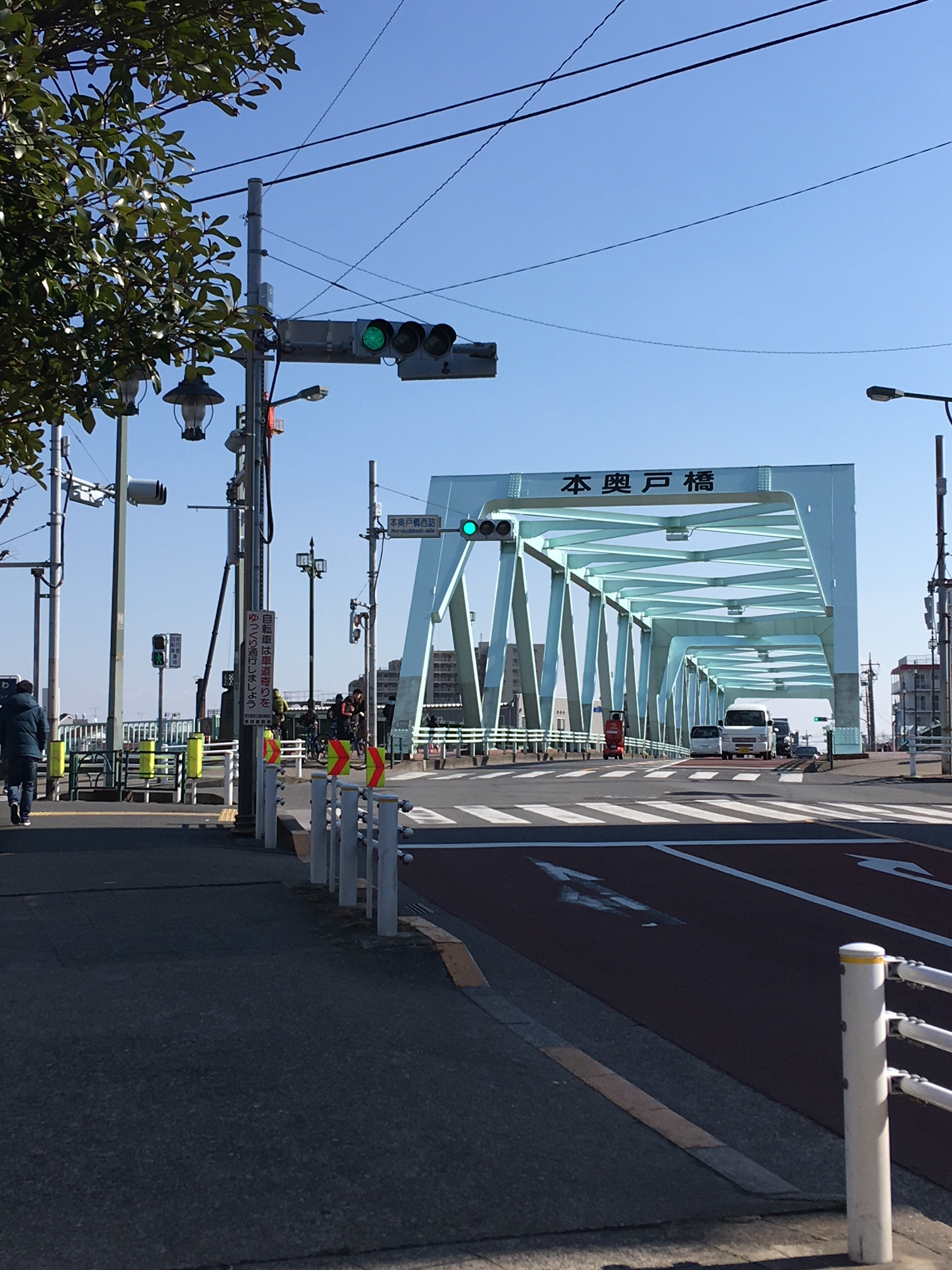
本奥戸橋
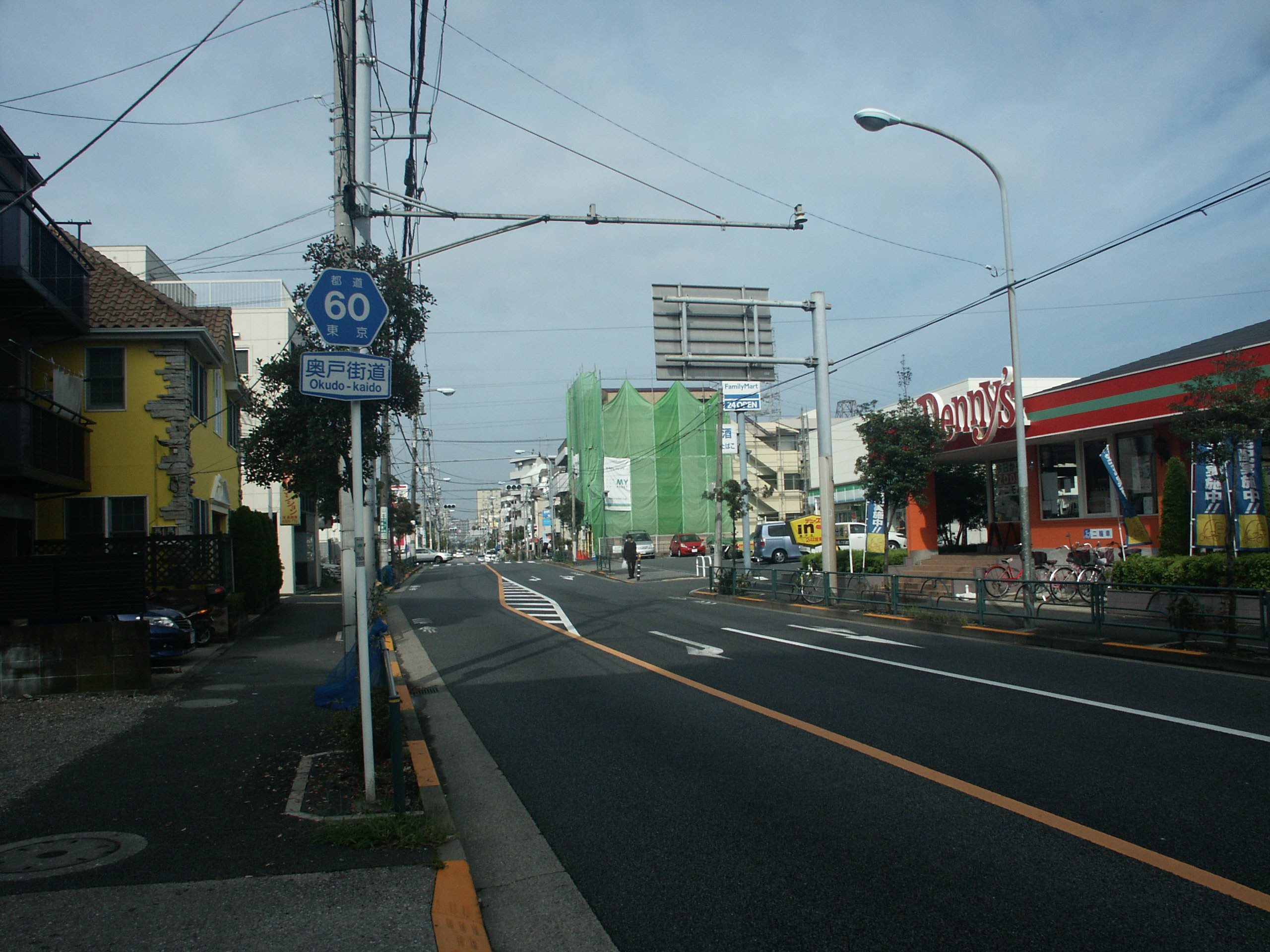
葛飾区奥戸7丁目付近